# Arius macrorhynchus
Arius macrorhynchus är en fiskart som först beskrevs av Weber, 1913.  Arius macrorhynchus ingår i släktet Arius och familjen Ariidae. Inga underarter finns listade i Catalogue of Life.